# Heterobranchus isopterus
Heterobranchus isopterus és una espècie de peix de la família dels clàrids i de l'ordre dels siluriformes.

## Morfologia
Els mascles poden assolir els 90 cm de llargària total.

## Distribució geogràfica
Es troba a Àfrica: des de Guinea fins al sud-est de Nigèria. També és present al curs superior del riu Senegal.